# Bertel Storskrubb
Bertel Storskrubb (Finlandia, 1917-1996) fue un atleta finlandés especializado en la prueba de 400 m vallas, en la que consiguió ser campeón europeo en 1946.

## Carrera deportiva
En el Campeonato Europeo de Atletismo de 1946 ganó la medalla de oro en los 400 m vallas, llegando a meta en un tiempo de 52.2 segundos, por delante de los atletas suecos Sixten Larsson y Rune Larsson (bronce con 52.5 segundos).